# هومین
هومین‌ها دسته‌ای از ترکیبات آلی  هستند که در هر پی‌اچی در آب نامحلول هستند. این واژه بیشتر در زمینه شیمی خاک و شیمی هیدروکربن‌ها به کار می‌رود. این جامدات، رنگی متمایل به قهوه‌ای تیره دارند و دارای ساختاری مبهم و ناهمگن هستند.

## در شیمی خاک
خاک از دو گروه ترکیبات معدنی و آلی تشکیل شده است. ترکیبات آلی به دو گروه حل‌شونده در آب (هومیک‌اسیدها) و حل ناشونده در آب (هومین‌ها) تقسیم می‌شود. هومین‌ها نزدیک به نیمی از ماده آلی خاک را تشکیل می‌دهند.